# Georgia State Capitol
Das Georgia State Capitol, in Atlanta, Georgia, in den Vereinigten Staaten, ist ein architektonisch und historisch signifikantes Gebäude. Es ist der Sitz der Regierung von Georgia und beherbergt die Büros des Gouverneurs, Vizegouverneurs und Secretary of State im 1. Stock, während die Georgia General Assembly von Januar bis April im 2. Stock tagt. Im 3. Stock befinden sich die Besuchertribünen und ein Museum.

## Geschichte
Auf dem Gelände des Capitol stand das erste Rathaus von Atlanta. Die schnell wachsende Industriestadt Atlanta wollte das ländliche Milledgeville als Hauptstadt von Georgia ablösen. Aus diesem Grund schenkte die Stadt dem Staat das Baugrundstück. Das erste State Capitol stand in Louisville und existiert nicht mehr. Die vorhergehenden Hauptstädte Augusta und Savannah hatten kein eigenständiges State Capitol. Die Legislative tagte auch an anderen Orten, z. B. Macon, besonders während und kurz nach dem Atlanta-Feldzug während des Sezessionskriegs. Von 1884 bis 1889 wurde das neoklassizistische State Capitol erbaut und stand für das Selbstverständnis des New South nach der Phase der Reconstruction.

## Architektur

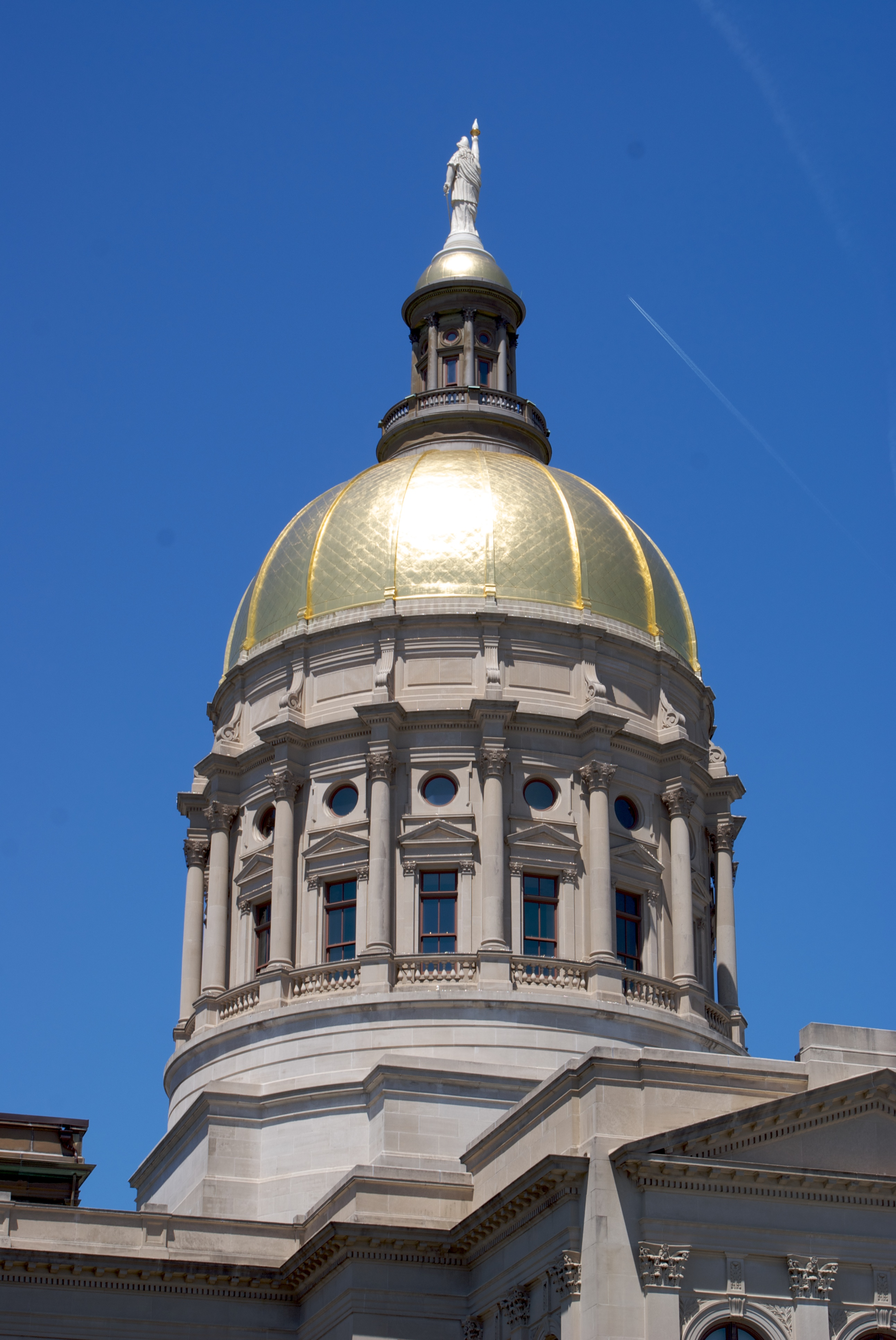
Nahaufnahme der Kuppel

Wie viele andere State Capitols in den Vereinigten Staaten wurde auch das Georgia State Capitol dem Kapitol in Washington, D.C. nachempfunden. Das 1889 fertiggestellte Gebäude wurde von den Architekten Willoughby J. Edbrooke und Franklin P. Burnham aus Chicago (Illinois) entworfen. Das Gebäude wurde vom Bauunternehmen Miles and Horne aus Toledo (Ohio) errichtet. Der Bildhauer George Crouch war für alle Verzierungen des Gebäudes zuständig. In der Kommission, die die Planung und Errichtung des Gebäudes beaufsichtigte, war der frühere General der Konföderierten Philip Cook vertreten.
Die Vorderseite des Capitol liegt an der Washington Street. Die Fassade weist ein vierstöckiges Portikus mit einem steinernen Giebel auf, Dieser wird von sechs korinthischen Säulen auf großen steinernen Pfeilern getragen. Das Wappen von Georgia ist, mit zwei Figuren rechts und links, in den Giebel graviert. Die Innenausstattung des Capitol spiegelt den Viktorianischen Stil der damaligen Zeit wider. Es war eines der ersten Gebäude mit Aufzügen, zentraler Dampfheizung und einer Kombination aus Gasbeleuchtung und elektrischem Licht. Klassische Pilaster und Eichenpaneele werden im gesamten Gebäude verwendet. Die Böden sind aus Marmor aus dem Pickens County, wo heute noch Marmor verarbeitet wird.
Die offene zentrale Rotunde wird von zwei Flügeln flankiert, die jeweils über ein großes Treppenhaus und ein dreistöckiges Atrium mit Obergaden. Das Capitol wurde regelmäßig renoviert, um es an Wachstum und Veränderungen der Regierung anzupassen. Die ursprüngliche Terrakotta-Kuppel war mit Zinn, die heutige Kuppel ist vergoldet. Das Blattgold stammt aus dem naheliegenden Dahlonega im Lumpkin County, wo der erste amerikanisch Goldrausch in den 1830ern stattfand. Die Statue Miss Freedom ziert die Kuppel seit der Eröffnung des Gebäudes.
1997 wurden die Kammern von Repräsentantenhaus und Senat renoviert, wobei das Aussehen in Form und Farben in den Originalstand von 1889 zurückversetzt wurde.

## Georgia Capitol Museum

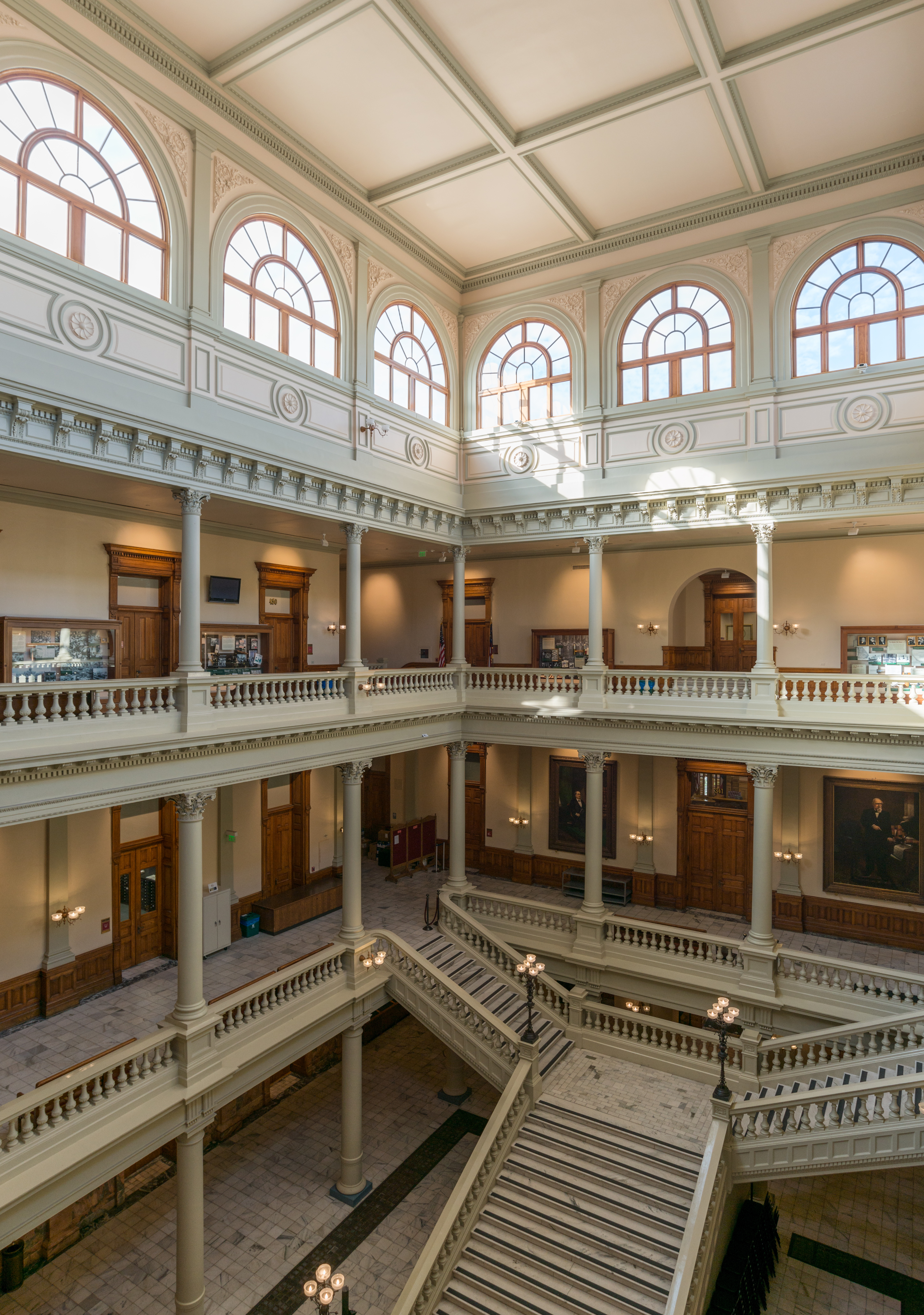
Innenraum des Capitols, das Museum befindet sich im obersten Stockwerk

Das Museum im Capitol, das seit 1889 existiert, umfasst umfangreiche Sammlungen über die Natur- und Kulturgeschichte von Georgia. Indianische Artefakte, Tiere, Gestein und Minerale, und Fossilien verdeutlichen die Vielfalt der Sammlungen. Während Restaurierung oder Renovierung blieben der Großteil Sammlung im Lager. Neben dem Museum, dient das gesamte Gebäude als Museum. Die Porträts der Gouverneure, Statuen von berühmten Bürgern Georgias und historische Flaggen aus verschiedenen Kriegen werden im gesamten Capitol ausgestellt.
Heute ist das Georgia Capitol Museum eine öffentliche Bildungseinrichtung des Büros des Secretary of State. Das Museum versucht die Geschichte des Capitols in Atlanta, die Funktionen der Regierung und die Veranstaltungen, die in dem Gebäude stattfanden, zu erhalten und zu interpretieren. Um dieses Ziel zu erreichen, werden Artefakte, die mit dem Gebäude oder Veranstaltung in dem Gebäude zusammenhängen, gesammelt, konserviert und ausgewertet.

## Größe
- Nord-Süd-Ausdehnung: 105,99 m
- Ost-West-Ausdehnung: 83,02 m
- Höhe der Rotunde vom 1. Obergeschoss bis zur Decke: 57,10 m
- Durchmesser der Kuppel: 22,86 m

## Georgia’s Old Capitol Museum

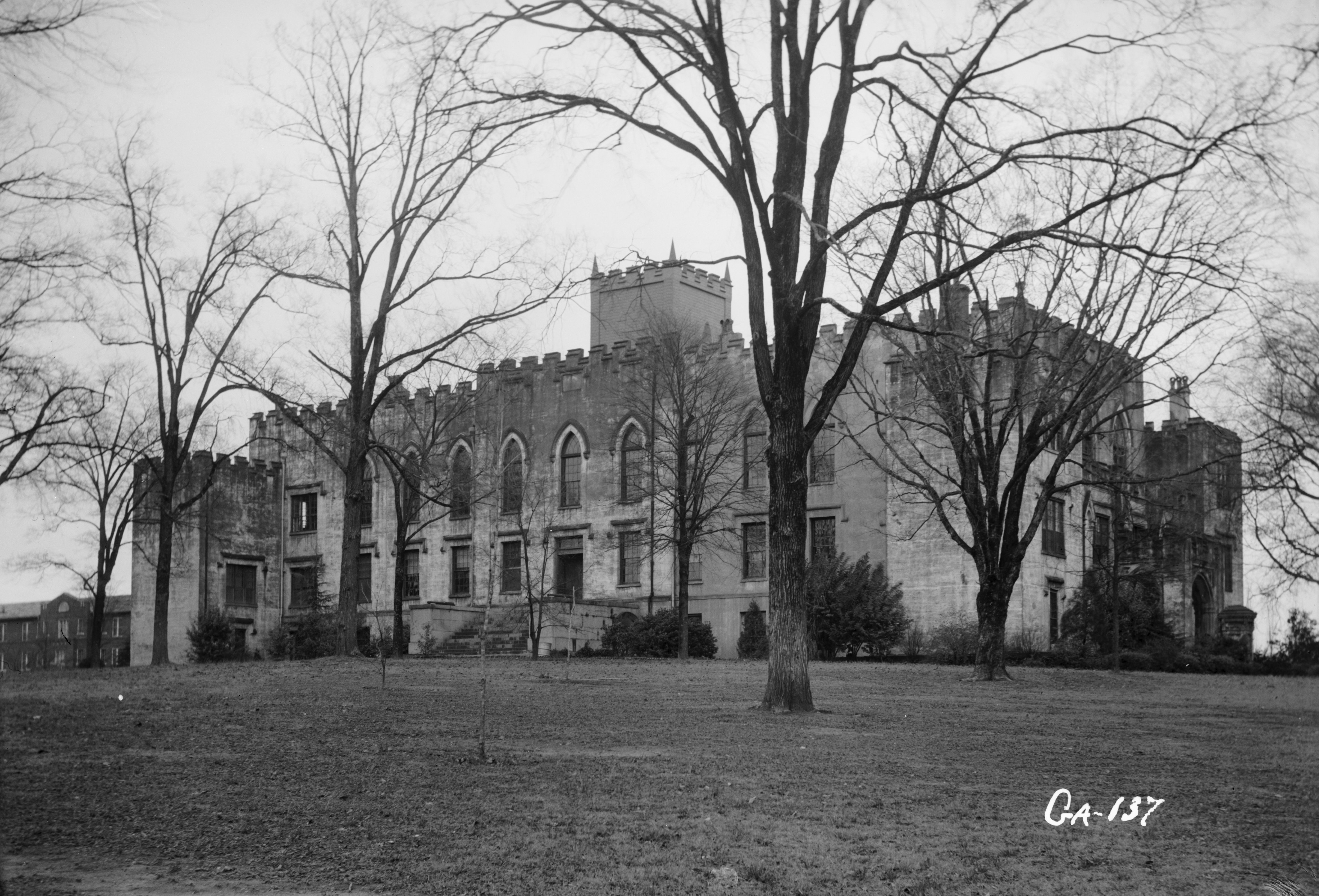
Georgias zweites State Capitol, 1937

Georgias Gebäude des zweiten State Capitol befindet sich in Milledgewille, 201 East Greene Street. Es diente bis 1867 als State Capitol. Das Gebäude wurde durch einen Brand am 24. März 1941 schwer beschädigt und wurde im früheren Design als Teil des Georgia Military College wieder aufgebaut. Das Erdgeschoss dient als Museum.